# Lolo Matalasi Moliga
Lolo Letalu Matalasi Moliga, né le 12 août 1947 à Ta‘ū, est un homme politique des Samoa américaines, 57e gouverneur de ce territoire de 2013 à 2021.

## Biographie
Moliga est né en 1949 à Ta'u , Manu'a , Samoa américaines . Son père était le grand chef Moliga Sa'ena Auauna Moliga, originaire de Ta'u. Sa mère, Soali'i Galea'i, était originaire de Fitiuta et d' Olosega . Il a fréquenté l'école primaire Papatea Junior et a fréquenté le lycée Samoana avant d'être diplômé du lycée Manu'a. Moliga est titulaire d'un baccalauréat en éducation du Chadron State College, dans l' État américain du Nebraska . Il a obtenu une maîtrise en administration publique de la San Diego State University le 30 juillet 2012.
Moliga a commencé sa carrière en tant qu'enseignant. Il est ensuite devenu directeur d' école primaire avant de devenir directeur de l'école secondaire Manu'a dans les îles Manu'a. Il deviendra plus tard administrateur de l'enseignement primaire et secondaire au sein du ministère de l'Éducation des Samoa américaines. Il a également exercé les fonctions de directeur du bureau du budget d'ASG, ainsi que de responsable des achats à Samoa américaines pendant deux mandats. En dehors de la fonction publique, Moliga est propriétaire d'une entreprise de construction. 
Moliga a été élu à la Chambre des représentants des Samoa américaines pour quatre mandats. Il est ensuite devenu sénateur au sein du Sénat des Samoa américaines , où il a exercé les fonctions de président du Sénat de 2005 à 2008. Moliga, bien que membre du Sénat, a examiné une candidature à l' élection au poste de gouverneur de 2008 , mais se sont retirés de la course avant d’annoncer un candidat candidat potentiel en se référant aux engagements existants. 
Moliga a été nommé président de la Banque de développement des Samoa américaines par le gouverneur Togiola Tulafono et confirmé par le Sénat.